# Deserto Ryn
Il deserto Ryn o deserto Ryn-Peski (in russo Рын-пески?; in kazako Нарын-Құм?) è un deserto esteso per circa 40.000 km² e situato nell'estrema porzione occidentale del Kazakistan e parzialmente in Russia (Oblast' di Astrachan' e repubblica di Calmucchia), localizzato a nord del Mar Caspio e a sudest delle alture del Volga.

## Caratteristiche
I bordi del deserto non sono definiti con precisione; alcune mappe mostrano il deserto interamente compreso nella depressione caspica ed esteso fino alle coste del Mar Caspio, altre mappe lo posizionano a nord della depressione. Si trova a ovest del fiume Ural tra il 46º e il 49º parallelo nord di latitudine, e il 47º e il 52º meridiano est di longitudine.
Il deserto si trova in una zona climatica semi-arida, caratterizzata da pochissime precipitazioni. Si raggiungono temperature massime estive comprese tra 45 °C e 48 °C, mentre d'inverno le temperature possono scendere a valori compresi tra -28 °C e -36 °C.
Nel deserto si trovano alcuni piccoli centri abitati; la densità di popolazione media totale è inferiore ai 10 abitanti per km².
Il deserto è spazzato da forti venti; nel 2001 una tempesta di sabbia originatasi nel deserto Ryn fece sentire i suoi effetti fino al Mar Baltico. Uno studio sul trasporto a lungo raggio di polveri in Scandinavia, ha mostrato che la concentrazione di aerosol nell'area è influenzata maggiormente dal deserto Ryn che dal Sahara africano. 